# 叶尔羌铸钱局

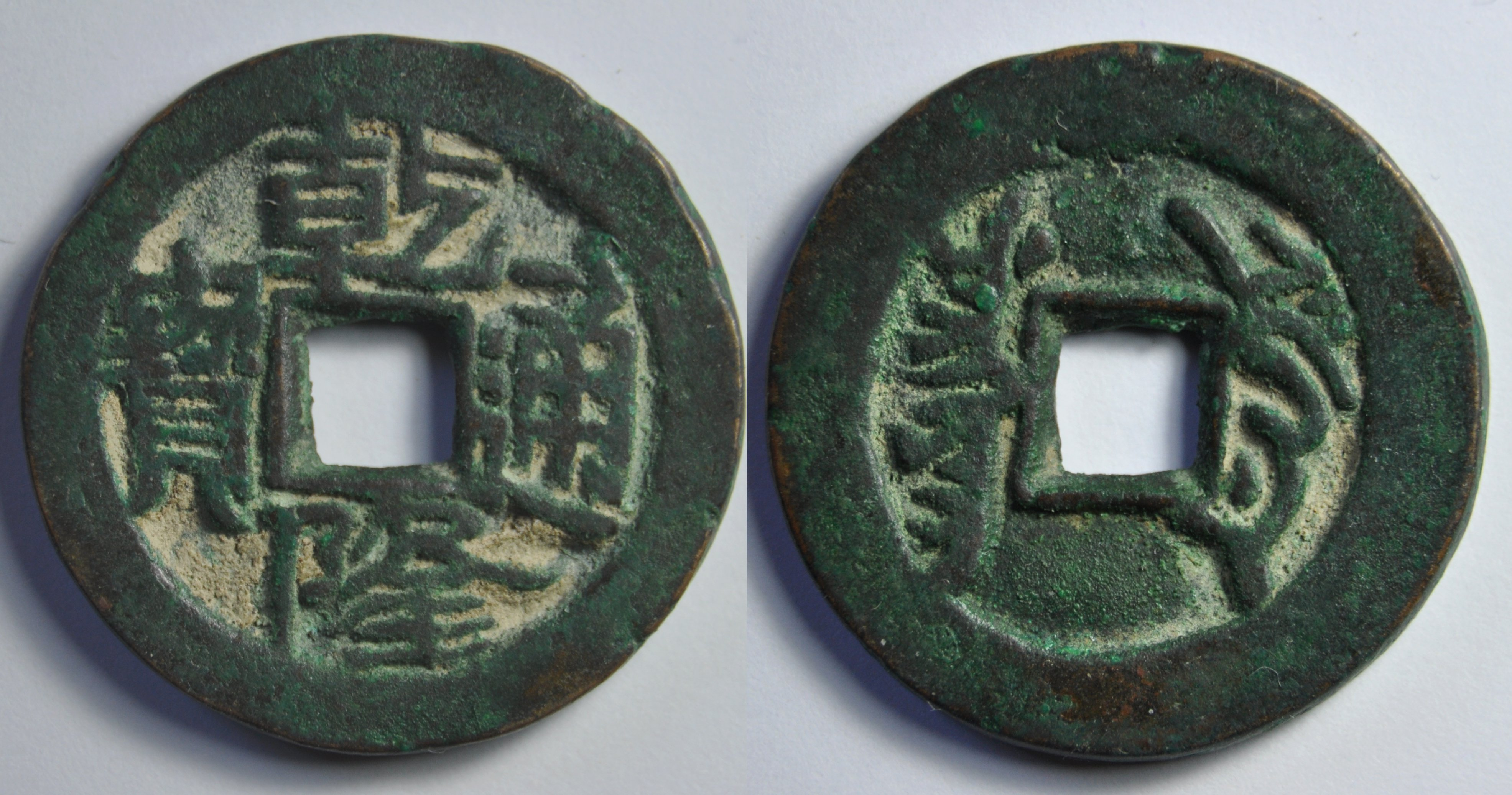
叶尔羌局乾隆通宝钱

叶尔羌铸钱局，通称叶尔羌局，是大清在回部叶尔羌设立的一个铸钱局。叶尔羌局是清政府在今新疆设立的七个铸钱局中最早的一个，另外六个分别位于阿克苏、伊犁、乌什、库车、喀什噶尔和迪化。叶尔羌局设于清朝平定新疆后的第二年，即乾隆二十五年（1760年），是经定边将军兆惠奏请，由乾隆皇帝批准设立的。
叶尔羌铸钱局自乾隆二十五年（1760年）设立，至同治三年（1864年）最终停铸，前后共历时约有105年，先后铸有乾隆、咸丰、同治三个年号的红钱，总计约有二至三万串。

## 历史

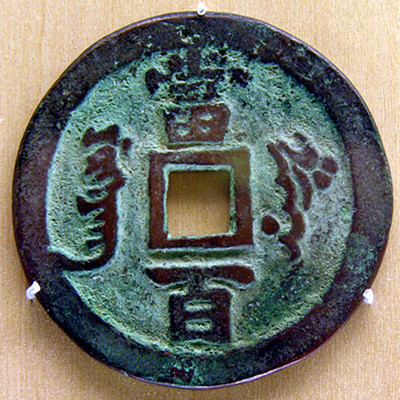
叶尔羌局咸丰元宝当百大钱背面图

新疆各局位置

叶尔羌当地不产铜，当时设铸钱局主要是为了收缴并销毁原准噶尔汗国铸行的普尔钱。与内地的制钱由黄铜铸造，每文重一钱二分不同，原准噶尔普尔钱为红铜铸造，每文重二钱，在兆惠于乾隆二十四年（1759年）七月给乾隆皇帝的一份奏折中，提出了两种改铸方案，一是比照内地制钱重量改铸，二是按原普尔钱重量，钱文改为一面铸“乾隆通宝”汉字，一面铸“叶尔羌”清文及回字，并制作呈报了钱样。
后经乾隆皇帝钦定，钱币式样定为采用内地各省通用的圆形方孔的制钱式样，正面用汉字铸“乾隆通宝”四字，背面用满文及回字标注地名叶尔羌字样。每枚重二钱，用“提净红铜”制成，不搀杂铅锡，色泽红润，习惯称之为“红钱”，但当地民众则仍称之为“普尔”或“雅尔马克”（意为铜币），计数单位方面，一枚称一文或一普尔，五十普尔称一“腾格”。叶尔羌局“乾隆通宝”钱最早开铸于乾隆二十五年（1760年），最初铜料来源于收缴销毁的准噶尔普尔钱，以及熔毁的部分废弃铜炮。初期钱背的满文局名曾为“叶尔奇木”，后改为为“叶尔羌”。
乾隆二十五年（1760年）设局之初，叶尔羌局有炉两座，包括应兆惠要求从宝陕局派来作指导的8名技术工匠在内共有维、汉工匠共99名。尽管叶尔羌在准噶尔汗国时期就制造过钱币，但由于此前的准噶尔普尔钱为打压法制造，而新的“乾隆通宝”钱为浇铸法制造，叶尔羌局的的技术及设备均由内地提供。据记载，宝陕局工匠携带两套铸钱器具于乾隆二十五年三月中旬从陕西省城西安出发，于八月始抵达叶尔羌，九月开炉铸钱。最初用军营的余铜铸钱五十余万，又用收缴的准噶尔普尔钱熔铸，计划铸造新钱十万腾格就停铸。红钱发行之初，五十普爾為一騰格，值白银一兩，后随白银铜钱比价变化，接近每一百普尔值白银一兩。叶尔羌新铸造的钱币供给叶尔羌、喀什噶尔以及和田三城流通使用。
按照准格尔汗国传统，新钱发行以1:2的比率收兑旧钱，每枚“乾隆通宝”钱换旧普尔两枚。乾隆二十六年（1761年），因为市面的旧钱没有回收完成，又加铸了部分红钱。同年三月（一说乾隆二十七年），奉乾隆皇帝命令，收兑旧普尔的比率改为1:1。乾隆三十二年（1767年），收缴旧钱工作基本完成，叶尔羌局停铸，计划等到回收的普尔钱积累到足够鼓铸一次时再开炉铸钱。乾隆三十三年（1768年），积攒的旧普尔达到二百六十余腾格，鼓铸一次。乾隆三十四年（1769年），用由乌什、阿克苏拨给的三千斤铜铸造新钱，铜用完后停铸，其后叶尔羌地区的用钱由乌什铸钱局提供。嘉庆、道光两朝，叶尔羌局再未开炉。咸丰年间，因通货膨胀，各地钱局均赶铸大额铜钱，咸丰四年（1854年），叶尔羌局重新开炉，铸有当十、当五十、当百三种大钱:355，铸工粗糙。咸丰九年（1859年）开始，仅铸当十大钱，其余两种停铸。同治年间，叶尔羌局铸有同治当十大钱，是为该局铸行的最后一种红钱。
同治三年（1864年）四月开始，新疆各地相继发生以回族及维吾尔族为主的暴动和叛乱，是为同治新疆回变。年底，因浩罕汗国军官阿古柏入侵南疆，叶尔羌局关闭，此后再未重开。

### “叶尔奇木”
早期钱背的满文为ᠶᡝᡵᡴᡳᠮ（yerkim，“叶尔奇木”）。钱币界多有人持论认为是使用了错误的名称。然而在1761年之前满文yerkim、汉文叶尔启木等确系大清政府文书中的官方用法。
满文中yerkim的用法最早见于1698年（康熙37年），《清内阁蒙古堂档》中记载“回回国王阿布都里什特”上书提及此地。:24,25成书于1723年的《异域录》的正文中将此地称为伊尔钦，满文为irkin，但地图中则以中文记为伊尔克木，满文为yerkim。考虑到钦字为团音、古音收-m韵尾，可能伊尔钦、伊尔克木和叶尔奇木都是翻译自同一个词，而满文的irkin/yerkim是因为对译中文官话发音而产生了区别。《清世宗实录》记载1733年宁远大将军岳钟琪奏报，汉文为“噶尔丹策零去年九月间，遣使往叶尔启木、哈什嘎尔和通地方，勒索马三万匹。”而满文原文的叶尔启木为yerkim，可见叶尔启木/yerkim的名称由来已久。:251777年的《新疆舆图风土考》中也称“叶尔羌回疆一大城也，回人呼为叶尔奇木，为霍集占父子之巢穴……”:15
1761年（乾隆26年），大清皇帝下旨修改地名，谕旨中文版为“将叶尔启木改称叶尔羌，将哈什哈尔改称喀什噶尔”。而背文满文yerkim的钱币随之停铸。时任叶尔羌办事大臣新柱（以满文）上奏，称满文名称已改为叶尔羌，但近期铸钱所用钱样可否暂用背文yerkim的旧钱样，抑或获得背文yerkiyang的钱样之后再行铸造。奏文中称叶尔羌地方自1760年起已铸叶尔启木钱8万腾格，发给各处4万余腾格，库中仍存近4万腾格。已发行的叶尔启木钱数量颇多而且已发给各部回子，回收困难。最终朝廷决定叶尔启木钱不收回，照旧使用。:25,26

## 对准噶尔普尔钱的收兑
准噶尔汗国统治时期，南疆地区，尤其是商品经济发达的西四城，流通的货币是准噶尔普尔钱。中文中关于它的最早记载见于兆惠在1759年给乾隆皇帝的奏折。清朝统一新疆后，为了征收税赋，发放军饷，促进贸易和宣示主权等目的，废止准噶尔普尔钱，发行新钱。叶尔羌局设立的一个重要目的就是收缴并销毁当地此前流通的准噶尔普尔钱。设局之初，叶尔羌局用清军原计划铸造大炮的七千余斤铜铸造了10万3千腾格的红钱，用其中6万3千腾格红钱以1:2的折扣回收了大约12万腾格的准噶尔普尔钱。此后为尽快回收旧钱，并体现皇恩的浩荡，清政府将收兑比率改为1:1。到乾隆三十三年，收缴并销毁旧钱的工作已基本结束。
通过对准噶尔普尔钱几年的收兑销毁，叶尔羌局铸造发行的红钱最终取得在市面的流通地位，但准噶尔普尔钱也并未完全绝迹。特别是到19世纪中叶阿古柏侵占南疆时，市面上曾出现准噶尔普尔钱、阿古柏所铸普尔和清政府发行的红钱同时流通的现象。

## 钱币版别
| 版别                 | 图例 | 始铸时间               | 停铸时间               | 备注                                                                         |
| -------------------- | ---- | ---------------------- | ---------------------- | ---------------------------------------------------------------------------- |
| 乾隆通宝背“叶尔奇木” |      | 乾隆二十五年（1760年） | 乾隆二十五年（1760年） | 背面穿左满文局名为“ᠶᡝᡵᡴᡳᠮ”（"yerkim"，叶尔奇木）                             |
| 乾隆通宝背“叶尔羌”   |      | 乾隆二十六年（1761年） | 乾隆三十四年（1769年） | 背面左穿满文为“ᠶᡝᡵᡴᡳᠶᠠᠩ”（"yerkiyang"，叶尔羌） 右穿回文为ياركند‬（"y'rknd"） |
| 咸丰通宝当十         |      | 咸丰四年（1854年）     | 咸丰年间               | 一般当十咸丰大钱名为“咸丰重宝”:前言                                          |
| 咸丰重宝当五十       |      | 咸丰四年（1854年）     | 咸丰九年（1859年）     |                                                                              |
| 咸丰元宝当百         |      | 咸丰四年（1854年）     | 咸丰九年（1859年）     | 背面左穿满文为“ᠶᡝᡵᡴᡳᠶᠠᠩ”（叶尔羌） 右穿回文为ياركند‬                          |
| 同治通宝当十         |      | 同治初年               | 同治三年（1864年）     |                                                                              |

## 币值变化

### 兑换白银
据喀什噶尔参赞大臣和瑛所著的《回疆通志》记载，乾隆二十四年（1759年），定边将军兆惠奏明，叶尔羌局所铸红钱，每五十枚可兑换白银一两；乾隆二十五年（1760年），经尚书舒赫德奏明，改为每七十枚兑换一两；乾隆二十六年（1761年），因铜钱贬值，都统明柱奏明，改为每一百枚兑换一两。《清实录乾隆朝实录》记载，乾隆三十一年（1766年），据叶尔羌办事大臣额尔景额等奏，因喀什噶尔、阿克苏、和阗等处商人在1765年秋季携带货物到叶尔羌贸易，返回时并未购买其他货物，大量铜钱被带走，因此1765年冬季起，市面上的钱价逐渐升高，每两白银仅能兑换普尔钱七八十文。为此，官方用叶尔羌库存铜钱，以每两白银折合普尔钱九十文的比率换给官兵，规定不准商人私自兑换。乾隆皇帝令此后严查此类通过货物贸易大量兑换铜钱的行为，发现非法牟利的将其货物没收。

### 兑换制钱
最初红钱和制钱的比价随银价变动，曾为1:10或1:8，后逐渐降为1:5。光绪初年曾一度变为1:4，后于光绪十五年（1889年）改定为1:5。此后比价再未变动。